# Rivière aux Eaux Mortes (rivière Raimbault)
Pour les articles homonymes, voir Eaux-Mortes.
La Rivière aux Eaux Mortes est un affluent de la rive est de la rivière Raimbault, coulant généralement vers l’est, puis le sud-ouest, dans la Réserve écologique J.-Clovis-Laflamme, dans le territoire non organisé de Lac-Ashuapmushuan, dans la municipalité régionale de comté (MRC) Le Domaine-du-Roy, dans la région administrative de Saguenay-Lac-Saint-Jean, au Québec, au Canada. Ce cours d'eau fait partie du bassin versant de la rivière Saint-Maurice.
L’activité économique du bassin versant de la Rivière aux Eaux Mortes est la foresterie. Le cours de la rivière coule entièrement en zones forestières. La surface de la rivière est généralement gelée de la mi-décembre à la fin mars.

## Géographie
La rivière aux Eaux Mortes prend sa source à l’embouchure du lac Noble (longueur : 1,4 km ; altitude : 509 m). Ce lac est situé dans la partie nord de la réserve écologique J.-Clovis-Laflamme. Ce lac étroit reçoit par le nord-est les eaux de l’Étang Noble.
À partir de l’embouchure du lac Noble, la rivière aux Eaux Mortes coule sur 23,6 km, selon les segments suivants :
- 2,0 km vers le sud-est en traversant le lac Ergot (altitude : 478 m) sur 0,3 km en fin de segment, jusqu’à son embouchure ;
- 3,8 km dont 2,5 km vers le sud-est, puis en traversant le lac Nelson (longueur : 1,9 km ; altitude : 447 m) sur 1,1 km jusqu’à son embouchure où un barrage est aménagé ;
- 2,8 km vers le sud-est, puis en traversant sur 1,9 km Lac des Casques (longueur : 2,1 km ; altitude : 432 m) vers le nord-est, jusqu’au barrage à l’embouchure ;
- 7,9 km vers le sud, puis le sud-ouest, en traversant le lac aux Eaux Mortes (longueur : 7,1 km ; altitude : 421 m) sur sa pleine longueur, jusqu’à son embouchure ;
- 2,9 km vers le sud, puis vers l'ouest, en traversant deux petits lacs jusqu’à la confluence d’un ruisseau (venant du nord) ;
- 4,2 km vers le sud-ouest en traversant un lac, le sud en traversant un autre lac, puis vers l'ouest, jusqu’à la confluence de la rivière[2].

La rivière aux Eaux Mortes se déverse sur la rive est de la rivière Raimbault dans la Réserve écologique J.-Clovis-Laflamme. Cette confluence est située à :
- 64,7 km au nord du réservoir Blanc ;
- 115 km au nord du centre-ville de La Tuque.

## Toponymie
Le toponyme rivière aux Eaux Mortes a été officialisé le 5 décembre 1968 à la Commission de toponymie du Québec.